# Ферстер Єгор Християнович
Єгор Християнович Ферстер (нар. 1756 — пом. 4 листопада 1826) — воєначальник Російської імперії епохи Наполеонівських війн, генерал-лейтенант Російської імператорської армії.

## Біографія
Єгор Христіанович Ферстер народився в 1756 році в сім'ї брауншвейгських дворян.
З 1780-х років брав участь у роботі петербурзьких масонських лож «Благодійності до Пелікану» і «Мовчазливості», а на початку XIX століття ложі «Петра до істини».
Спершу служив капітаном у прусській армії, потім в 1786 році був зарахований у лейбгвардію Преображенський полк російської імператорської армії з образом підпоручик, але вже через рік випросив відставку за станом здоров'я.
3 березня 1789 року знову був прийнятий на службу капітаном у 1-й морський батальйон, де перебуваючи в загоні гребних суден на озері Сайма воював із шведами і був нагороджений Золота зброя «За хоробрість». Потім був зарахований секунд-майор в Інженерний корпус.
З 1792 року був направлений у відрядження з різними дорученнями з інженерної частини до Севастополя потім до Херсона, Тирасполя. У 1793 році він був інженерним офіцером на будівництві укріплень у Севастополі. А вже потім був переведений до Овідіополь для закладення там фортеці, і виконання самих робіт, з призначенням водночас начальником інженерної команди. В 1796 році — став комендантом нової фортеці. Комендант стежив за станом казарм які були заселені військами і які перебували порожні. Також дивився за офіцерськими штабами, кам'яними будинками, караульними магазинами а також за житловими і не житловими будинками. 2 січня 1799 року «за зволікання у складанні річного звіту» та «незнання служби» при будівництві фортеці Овідіополь був відправлений у відставку.
З 7 червня 1801 року знову на військовій службі як прем'єр-майор і начальник інженерної команди по будівництву гавані, берегових укріплень і складів у Одесі; вже у наступному році отримав погони полковник. У 1806—1807 рік брав участь у боях з турками. 12 червня 1807 рік після невдалого штурму міста Ізмаїл був поранений уламком гранати в ліву руку. 15 червня 1809 рік на чолі окремого загону спрямований на підкріплення військ, які брали в облогу Анапу. 9 жовтня 1809 року за героїзм у російсько-турецькій війні Ферстер удостоєний звання генерал-майор. 19 грудня 1812 рік призначений начальником інженерної частини в 2-й Західній армії. Брав участь у Французько-російській війні 1812 року; нагороджений орденом Святої Анни 1-го степені та золотою шпагою з алмазами.
| | Генералу [О.П. фон] Зассу у всіх його меркантильних спекуляціях, завжди допомагав інженерний полковник Ферстер, що вигнаний з прусської служби приїхав шукати багатства в Росії. Пробувши деякий час учителем математики, потім гувернером в одному будинку в Москві він вступив на військову службу. Він був дуже поганим інженером, але чудовим артилеристом, сміливим, діяльним та енергійним. Якби він був чесною людиною, то був би найдостойнішим офіцером, але він був найаморальнішим розпусником, якого я коли-небудь зустрічав. |
| — Граф та генерал від інфантериї О.Ф. Ланжерон, Записки графа Ланжерона. Война с Турцией 1806-1812 гг. // Русская старина. – 1907. – Т. 130. – № 6. – С. 597. | |

У 1810-1812 роки Ферстер керував Херсонським округом. У 1813 рік брав участь в облозі Торна та Глогау, а потім призначений начальником інженерів у Польській армії та керував облоговими роботами під Гамбургом. 1815 року поїхав у відрядження до Бессарабії для огляду фортець Бендери, Аккерман, Хотин та Ізмаїл. 5 листопада 1817 року був призначений командиром Дунайського інженерного округу із залишенням колишньої посади. 7 лютого 1819 року був знятий з посади командира округу.

Відзначився і в Закордоному поході російської армії і 15 лютого 1819 нагороджений був орденом Святого Георгія 4-го класу: 
|  | за вислугу беззаперечно від вступу в обер-офіцерський чин 25 років. |

 20 вересня 1821 року отримав звання генерал-лейтенант.
Єгор Христіанович Ферстер останні роки провів в Бендерах, де керував роботами щодо укріплення фортеці, був керуючим Херсонським округом.
Помер 4 листопада 1826 року від хвороби в Бендерах і був похований на місцевому кладовищі. За іншими даними був похований на Першому Християнському цвинтарі Одеси. 1937 року комуністичною владою цвинтар було зруйновано. На його місці був відкритий «Парк Ілліча» з розважальними атракціонами, а частина була передана місцевому зоопарку. Нині достеменно відомо лише про деякі перепоховання зі Старого цвинтаря, а дані про перепоховання Ферстера відсутні.

## Вшанування пам'яті
Ім'ям Єгора Христіановича Ферстерова було названо декілька сіл: Фештерове (нині — Єгорівка) (у 1825 році на його кошти в селі була побудована церква Святого Георга), Мале Фештерове (нині — Мале) та Християнівка (нині частина села Хоминка) (Роздільнянський район, Одеська область)